# シュロッセル・イムレ
シュロッセル・イムレ（ハンガリー語: Schlosser Imre, 1889年10月11日-1959年7月19日）は、ハンガリー出身のサッカー選手、サッカー指導者。ポジションはフォワード。

## 経歴
ハンガリー代表として1906年10月7日、チェコ代表戦で16歳と256日でデビューした。20年以上の代表キャリアの中で68試合に出場し、59ゴールを記録した。
クラブでは、ハンガリーリーグで7度得点王を獲得し、320試合で通算417ゴールを挙げた。これはハンガリーリーグでの歴代最多得点記録である。
1928年にキャリアを終え、引退後は、海外のクラブの監督を務めた。
1959年、69歳でこの世を去った。

## タイトル

### クラブ
フェレンツヴァーロシュTC
- ネムゼティ・バイノクシャーグI (7): 1907, 1909, 1910, 1911, 1912, 1913, 1927
- マジャル・クパ (2): 1913, 1927

MTKハンガリアFC
- ネムゼティ・バイノクシャーグI (6): 1917, 1918, 1919, 1920, 1921, 1922

### 個人
- ハンガリーリーグ得点王 (7): 1909, 1910, 1911, 1912, 1913, 1914, 1917
- ヨーロッパ得点王 (4): 1911, 1912, 1913, 1914[2]